# Rhagodes zugmayeri
Rhagodes zugmayeri är en spindeldjursart som beskrevs av Pocock 1897. Rhagodes zugmayeri ingår i släktet Rhagodes och familjen Rhagodidae. Inga underarter finns listade i Catalogue of Life.